# Бісерікань (Молдова)
Бісерікань (рум. Bisericani) — село у Глоденському районі Молдови. Входить до складу комуни, адміністративним центром якої є село Кухнешть.

## Населення
За даними перепису населення 2004 року у селі проживали 190 осіб.
Національний склад населення села:
| Національність   | Кількість осіб | Відсоток   |
| ---------------- | -------------- | ---------- |
| молдавани румуни | 183 1          | 96,3% 0,5% |
| українці         | 3              | 1,6%       |
| росіяни          | 3              | 1,6%       |
| Всього           | 190            | 100%       |